# Gewog di Naja
Il gewog di Naja è uno dei dieci raggruppamenti di villaggi del distretto di Paro, nella regione Occidentale, in Bhutan.